# Hiiumaa (isola)

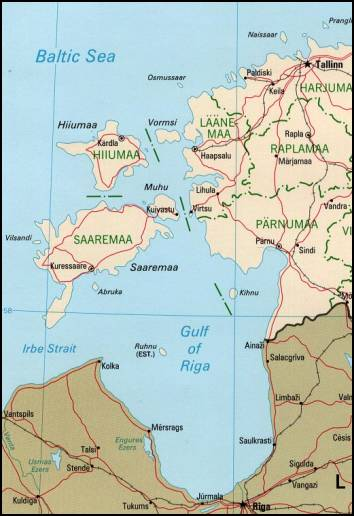
Arcipelago estone

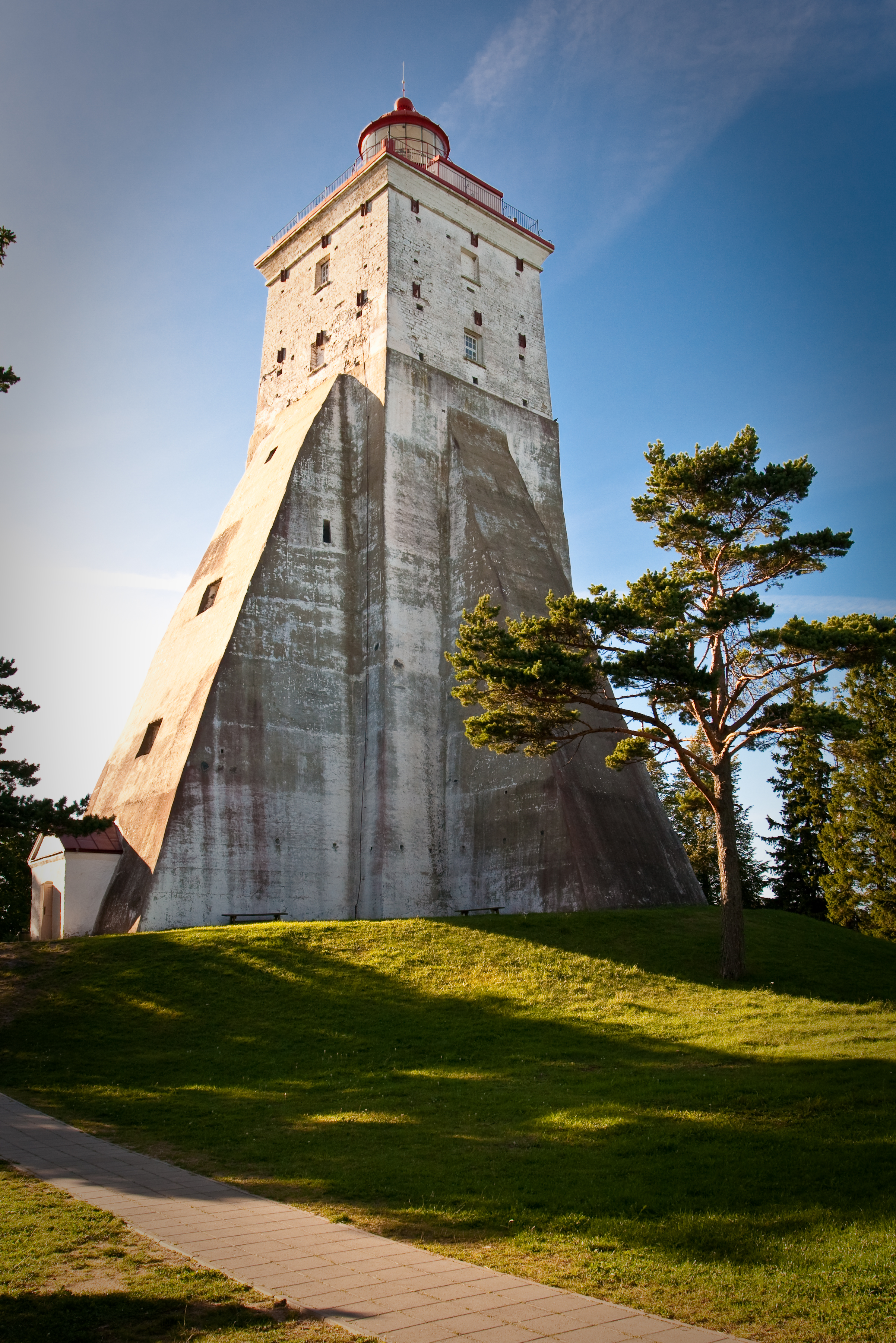
Il faro di Kõpu

Hiiumaa (in svedese e tedesco Dagö, in finlandese Hiidenmaa) è la seconda isola più grande (989 km²) dell'Estonia.
È situata nel mar Baltico, a nord dell'isola di Saaremaa ed a ovest di Tallinn.
L'isola si trova circa 22 km a ovest della terraferma e ha una bellissima costa.
Interdetta ai visitatori nel periodo in cui l'Estonia fu occupata dall'Unione Sovietica, sta ora compiendo grandi passi avanti nell'industria turistica.
L'isola fa parte della contea di Hiiumaa.

## Storia
I primi ritrovamenti archeologici di insediamenti umani in Hiiumaa sono datati prima del IV secolo a.C.
Il primo atto documentale dell'isola di Dageida è stato redatto da scrittori contemporanei nel 1228, nell'epoca quando Hiiumaa, insieme al resto dell'Estonia, venne conquistata dai crociati germanici.
Nel 1254, Hiiumaa venne divisa fra il Vescovato di Ösel-Wiek e l'Ordine di Livonia dell'Ordine teutonico.
L'isola venne poi conquistata dagli svedesi (1563-1710).
La maggior parte degli emigranti di madre lingua svedese emigrò durante il periodo imperiale russo che iniziò dal 1710 fino alla prima guerra mondiale, quando venne occupata dalle forze tedesche.
Alla fine della prima guerra, l'isola divenne parte dell'indipendente Estonia.
Durante il secondo conflitto mondiale venne poi annessa dai sovietici nel 1940, invasa dai tedeschi nel 1941 ed ancora dai sovietici nel 1944.
Da allora è stata occupata dall'Unione Sovietica, sino al 1991.
Da quel momento, è tornata a far parte dell'Estonia indipendente.

## Geografia
Il 60% del territorio dell'isola è ricoperto di foreste, l'isola è infatti l'area più ricca di foreste dell'intero paese.
Vi si trovano pini, abeti e ginepri, nell'interno dell'isola vi sono delle paludi.
L'isola è pianeggiante, l'altitudine massima è di 68 m s.l.m.
Nella parte occidentale vi sono alcuni laghi, il maggiore è il Tihu Suurjärv con una superficie di circa 85 ettari.
Il centro principale di Hiiumaa, Kärdla, si trova sulla costa nord-orientale: è il punto di partenza per la Penisola Tahkuna, situata solo pochi chilometri a nord-ovest. All'estremità settentrionale di questa penisola si trova un faro che risale al 1874.
A Ristimägi, all'estremità meridionale della penisola, è situata la cosiddetta collina dei crocifissi, con i crocifissi che segnano il luogo dove nel 1781 gli ultimi 1200 svedesi, che vivevano nella zona, pregarono prima di emigrare in Ucraina, dove fondarono il villaggio di Gammalsvenskby. Da allora è tradizione che le persone che visitano l'isola per la prima volta pongano una croce sulla collina.
Il secondo insediamento di Hiiumaa per grandezza è Käina, la cui maggiore attrattiva è la posizione nella parte meridionale dell'isola, vicino alla spiaggia della baia di Käina, la più importante riserva ornitologica.
Vi sono anche le rovine di una chiesa in pietra risalente al XV secolo.

## Trasporti
Un servizio di traghetti per veicoli e passeggeri collega Rohuküla, 9 km a ovest di Haapsalu, sulla terraferma, a Heltermaa, situata all'estremità orientale di Hiiumaa.
A Kärdla è presente un aeroporto che la collega con l'Estonia continentale.

## Galleria d'immagini
Clicca su ogni foto della galleria per ingrandire:

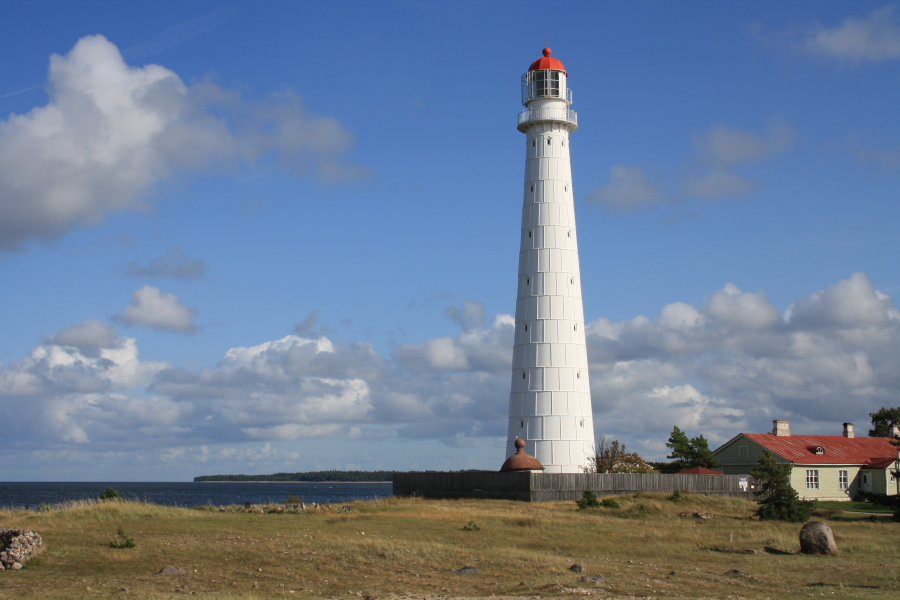
Il faro di Tahkuna
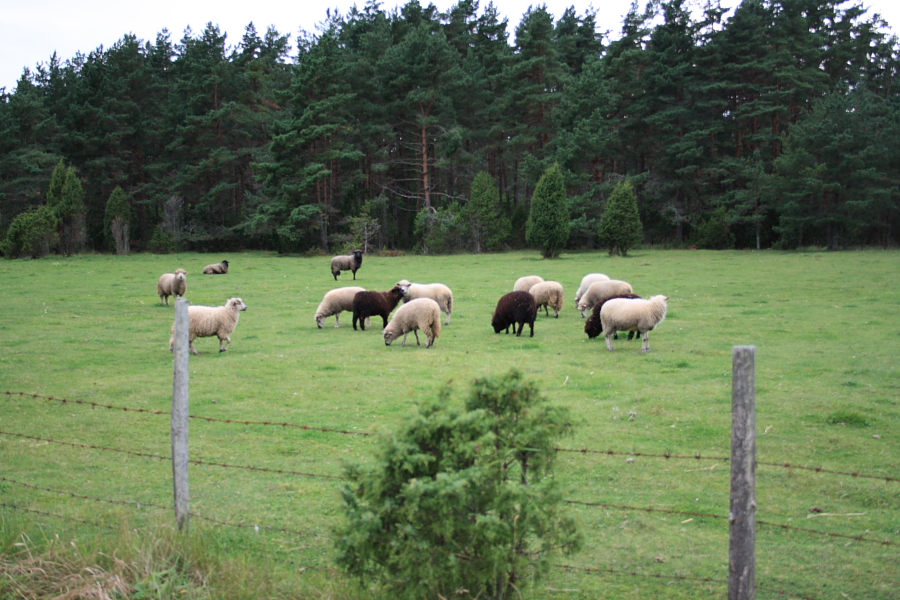
Pecora pastura
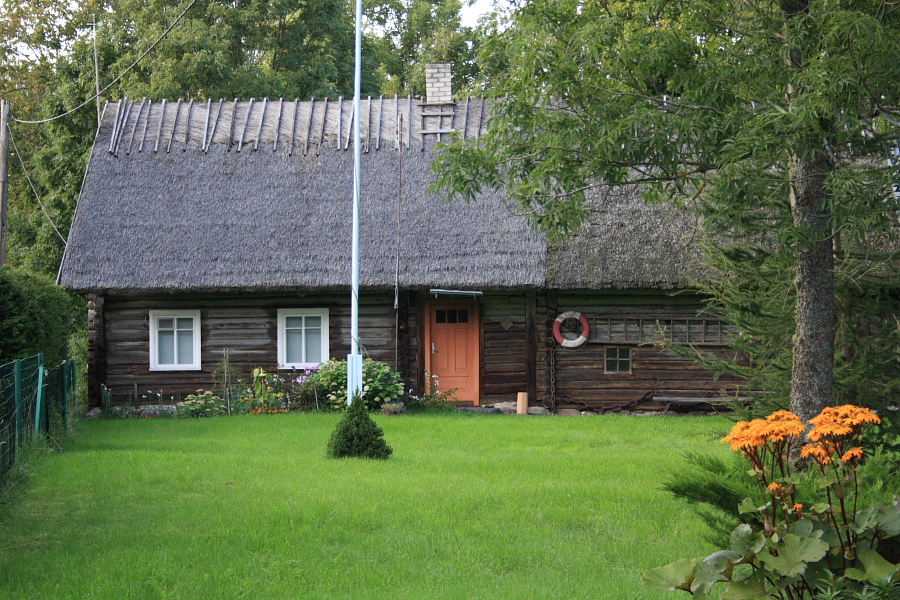
Fattoria
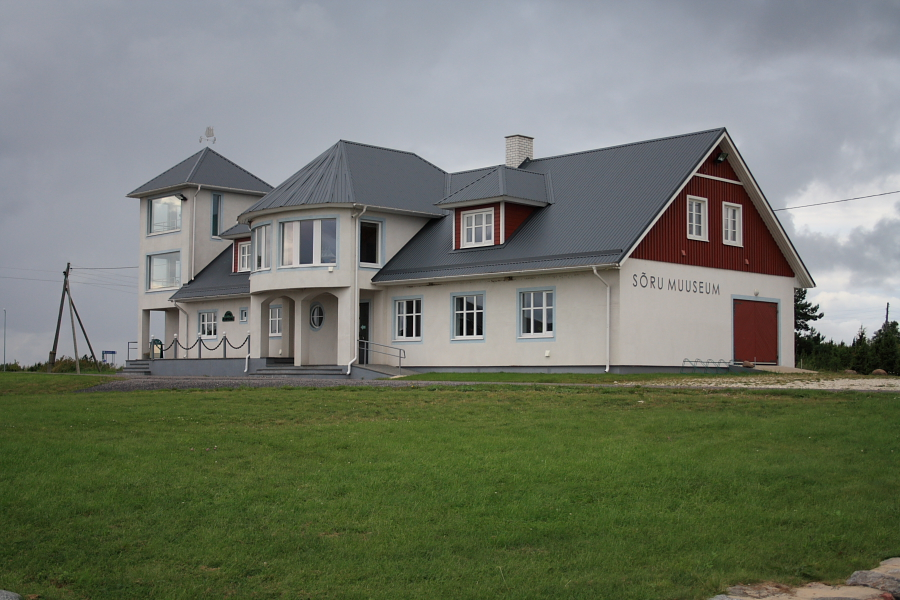
Museo